# Špilberk vár
A Špilberk vár (németül: Spielberg) egy régi vár Brnóban, Dél-Morvaországban. Már a 13. század első felében elkezdték építtetni a Přemysl-királyok, és II. Ottokár cseh király uralkodása alatt lett kész. A 13. század közepe táján létrehozott királyi vár a  14. században morva őrgrófok székhelye lett, és később fokozatosan vált az Osztrák–Magyar Monarchia legszigorúbb börtöneként szolgáló hatalmas barokk erőddé, majd laktanyává. Ez a börtön mindig is része volt a Špilberk várnak.

## Történet
Az 1620-as fehér-hegyi csata elvesztése után, a Habsburg-ellenesek morva vezetőit a Špilberk börtönben tartották fogva több éven át. Brno város vásárolta meg a várat 1560-ban és kormányzati erőddé tette meg. A Špilberk vár falai és bástyái segítettek Brnónak a svéd támadások elleni védekezésben a harmincéves háború során, majd a sikeres védekezés további megerősítéshez és a vár katonai funkciójának megszilárdulásához vezetett. 

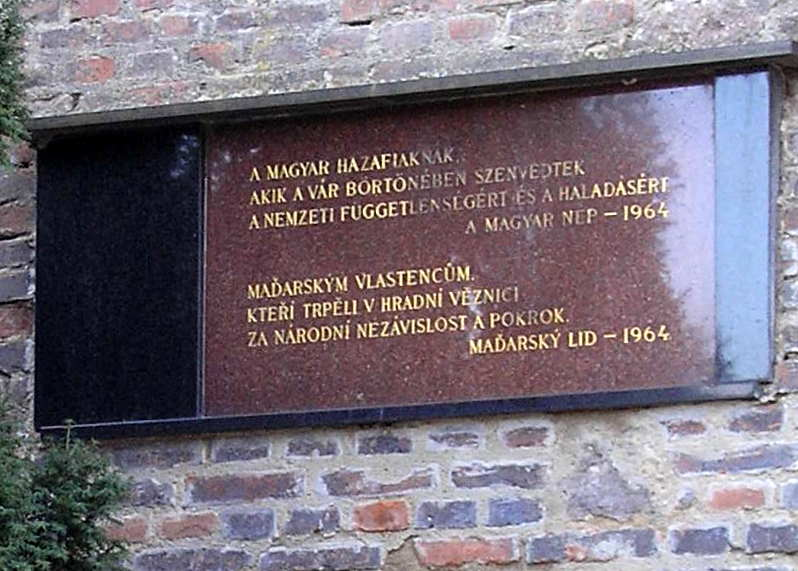
Magyar és cseh nyelvű tábla a vár falán

Ugyanakkor a várat börtönként is használták. Az első foglyok protestánsok voltak, majd később az 1848–49-es forradalom és szabadságharc résztvevői, bár bűnözőket és tolvajokat is tartottak itt. Franz von der Trenck osztrák katona, a kor egyik legellentmondásosabb személye is itt raboskodott és itt halt meg 1749. október 4-én. Később több jelentős francia forradalmárral együtt a várban tartották fogva Jean-Baptiste Drouet-t, a korábbi sainte-menehouldi postamestert, aki letartóztatta XVI. Lajost. Kazinczy Ferenc és tizenöt magyar jakobinus is raboskodott itt. 

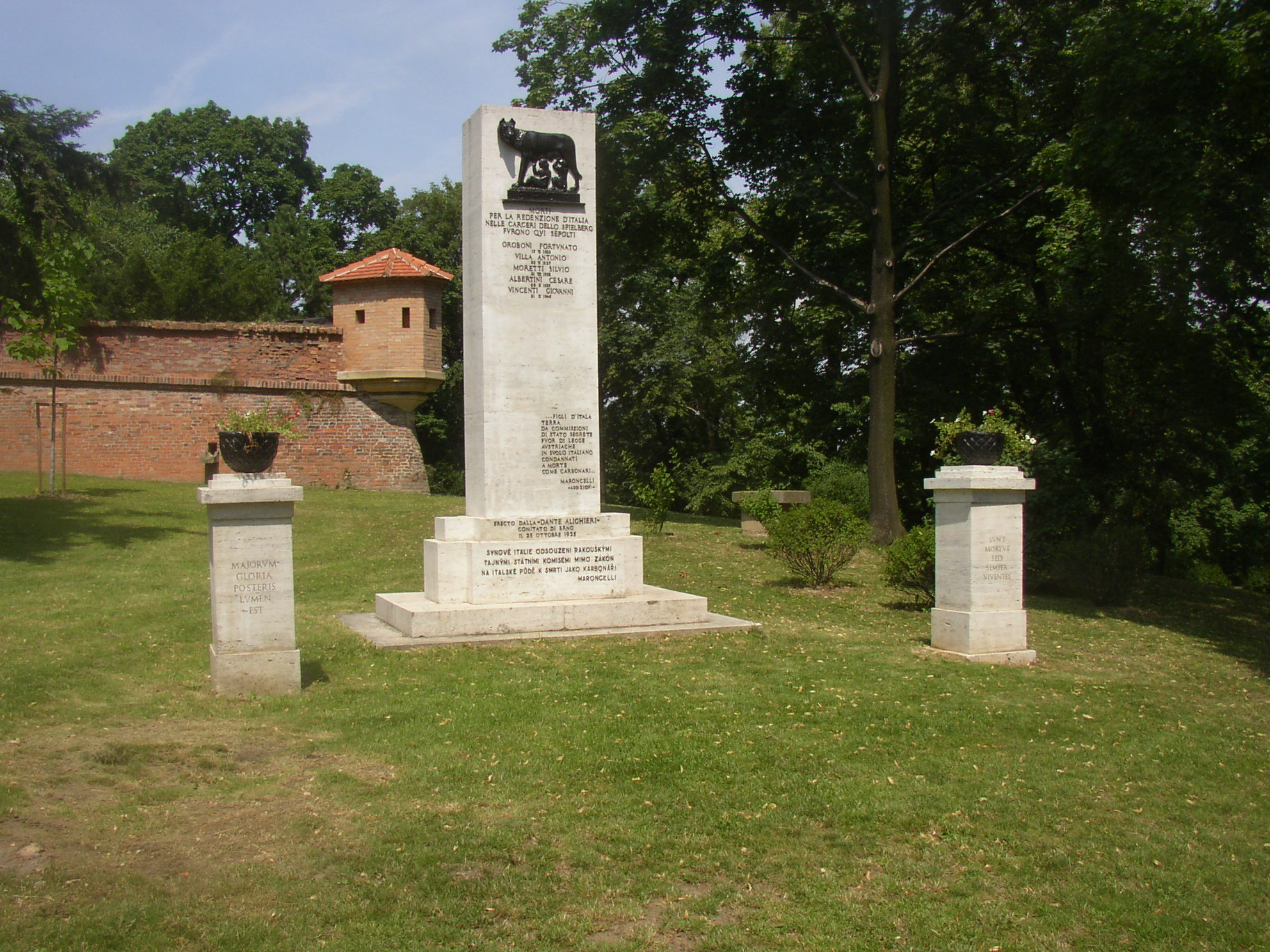
Az olasz carbonari mozgalom emlékműve

Több mint negyed évszázaddal később, 1822-től kezdve külön „állami foglyok” számára a vár északi szárnyában épített cellákat az olasz carbonari mozgalom tagjaival töltötték meg, akik hazájuk egyesítéséért, szabadságáért és függetlenségéért harcoltak. Silvio Pellico költő, aki nyolc évet raboskodott itt, egész Európában híressé tette a Špilberk börtönt Le mie prigioni – A börtöneim című könyvével.
Az politikai foglyok utolsó nagyobb csoportja a Špilberkben közel 200 lengyel forradalmár volt, legtöbben az 1846-os krakkói felkelés résztvevői. Ezt követően 1855-ben Ferenc József császár felszámolta a Špilberk börtönt, majd három évvel később az utolsó foglyok szabadon engedése után, a helyiségeket laktanyává alakították át és a következő száz évben az is maradt.
Špilberk még két további alkalommal került be a köztudatba az elnyomás központjaként: először az első világháború során tartottak fogva itt hadifoglyokat és az Osztrák–Magyar Monarchia ellenzőit, majd Csehszlovákia náci megszállásának első évében. Több ezer cseh hazafi szenvedett a Špilberk várban ekkor, közül egyeseket halálra ítéltek. A többségüknek azonban a Špilberk csak egy állomás volt más német börtönök és koncentrációs táborok felé. 1939 és 1941 között a német hadsereg és a Gestapo kiterjedt rekonstrukciót végzett a váron, hogy átalakítsák a Harmadik Birodalom romantikus historizmusa szellemében.
A csehszlovák hadsereg 1959-ben hagyta el Špilberk várát, amivel katonai használata végleg véget ért. A következő évben a Brnói Városi Múzeum székhelye lett.

## Külső hivatkozások
- Hivatalos honlap
- Virtual show